# Buceaia, Nova Ușîțea
Buceaia (în ucraineană Бучая) este localitatea de reședință a comunei Buceaia din raionul Nova Ușîțea, regiunea Hmelnîțkîi, Ucraina.

## Demografie
Componența lingvistică a localității Buceaia
     Ucraineană (98,77%)
     Rusă (1,23%)
Conform recensământului din 2001, majoritatea populației localității Buceaia era vorbitoare de ucraineană (98,77%), existând în minoritate și vorbitori de rusă (1,23%).